# Строца
Строца (итал. Strozza) је насеље у Италији у округу Бергамо, региону Ломбардија.
Према процени из 2011. у насељу је живело 755 становника. Насеље се налази на надморској висини од 349 м.

## Становништво
Према резултатима пописа становништва 2011. у општини је живело 1.066 становника.
| 1931. | 1936. | 1951. | 1961. | 1971. | 1981. | 1991. | 2001. | 2011. |
| ----- | ----- | ----- | ----- | ----- | ----- | ----- | ----- | ----- |
| 884   | 762   | 923   | 824   | 767   | 840   | 854   | 932   | 1.066 |